# Base aérienne 115 Orange-Caritat

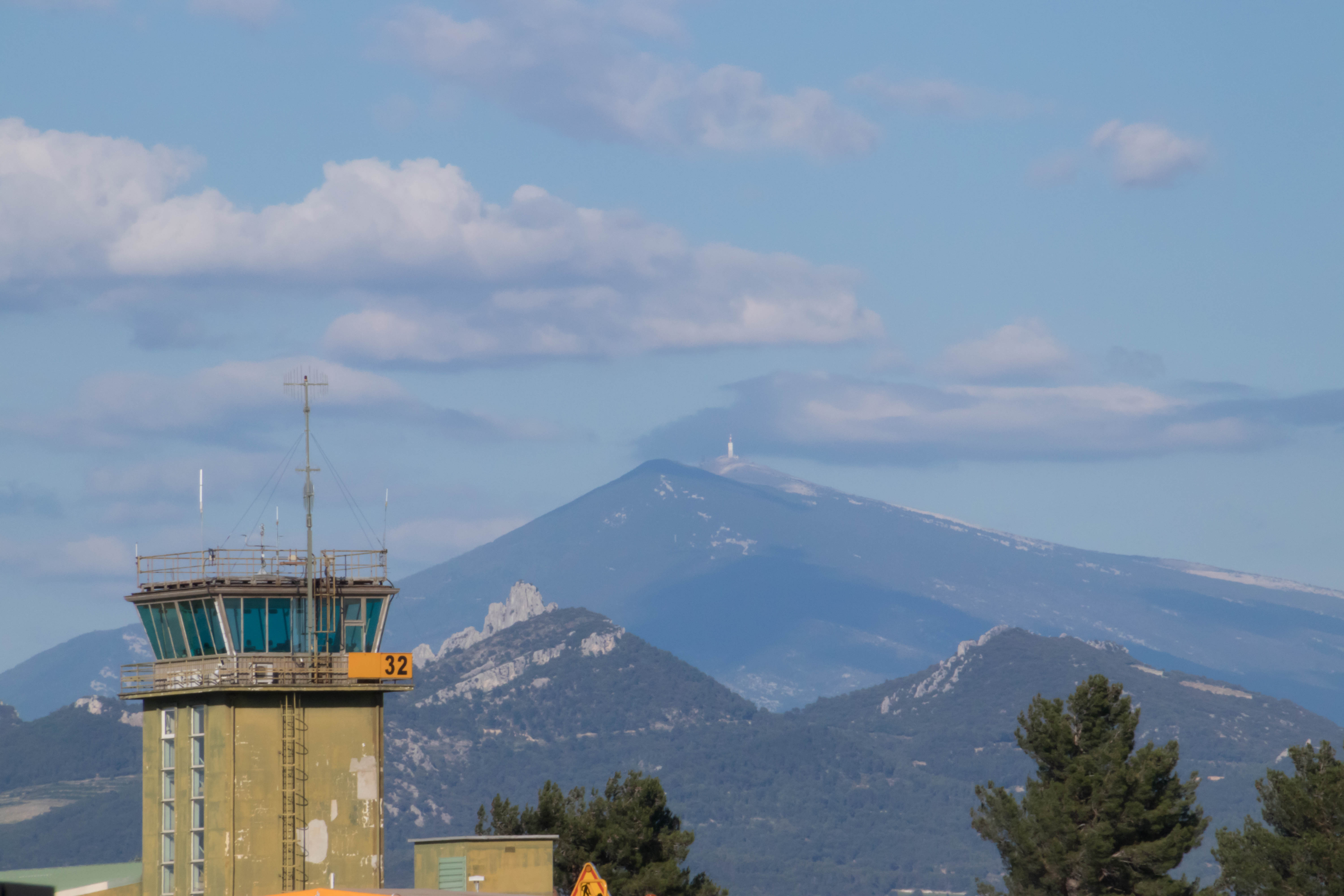
Mont Ventoux vu depuis la Base aérienne 115.

La base aérienne 115 Orange-Caritat « Capitaine de Seynes » de l'Armée de l'air française est située à cinq kilomètres à l'est d'Orange en Vaucluse.

## Caractéristiques
La base occupe une superficie totale de 371 hectares autour d'une piste de 2 400 mètres.
Le ravitaillement en carburant aviation est assuré par le réseau d'oléoducs en Centre-Europe de l'OTAN.

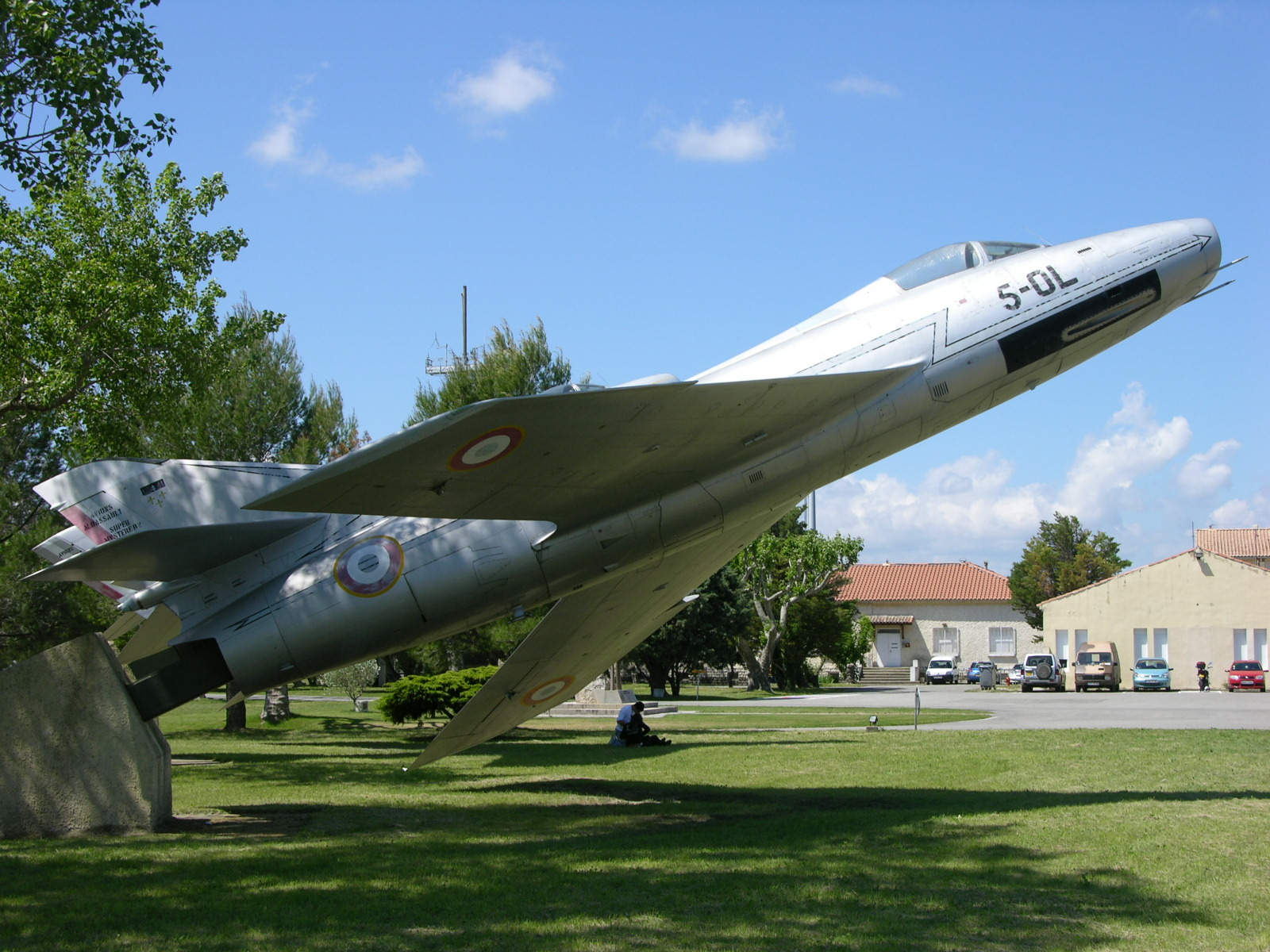
Super Mystère B2 aux couleurs de l'escadron 2/5 "Ile-de-France" exposé sur la base

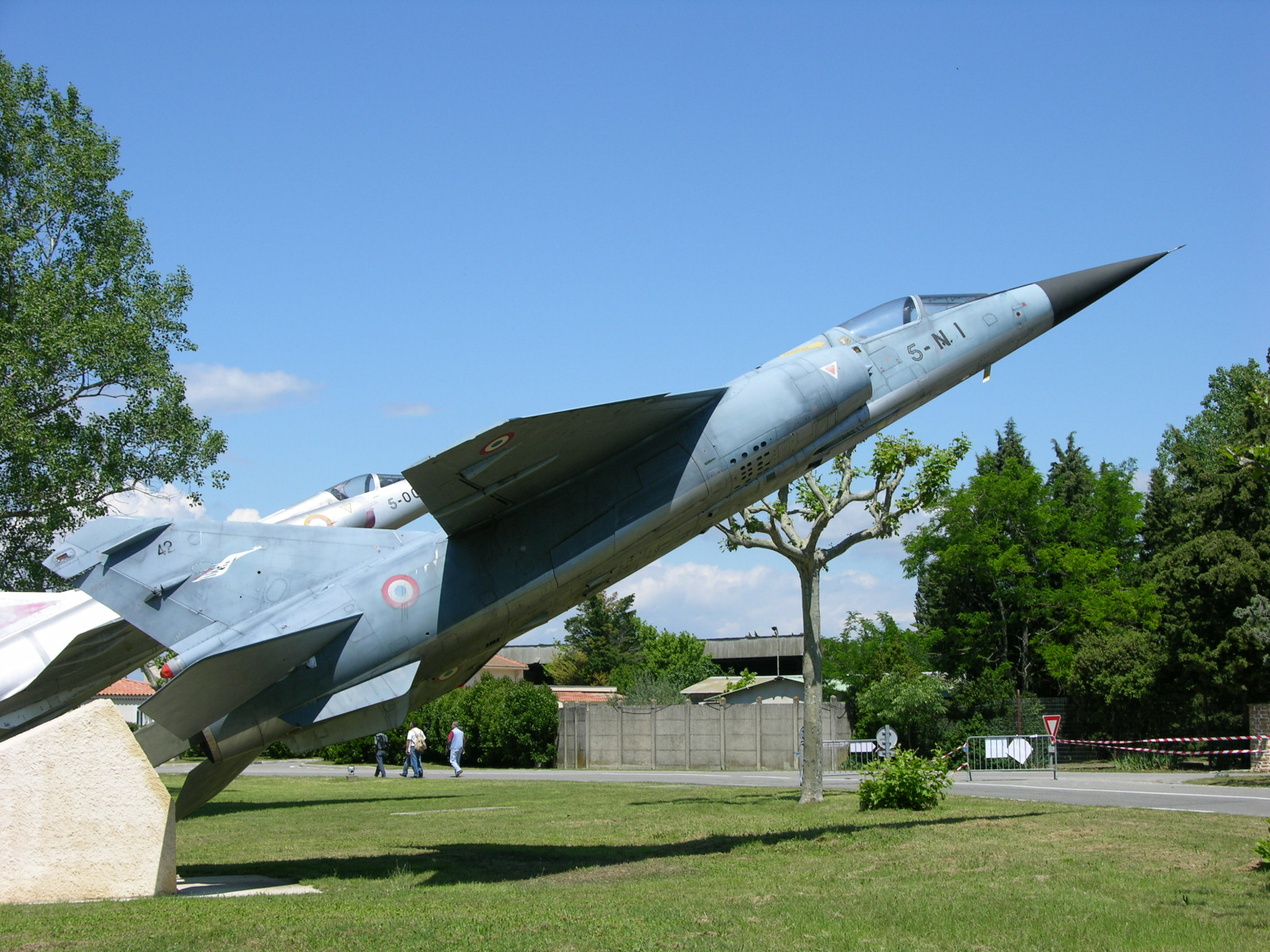
Mirage F1C exposé à l'entrée de la base

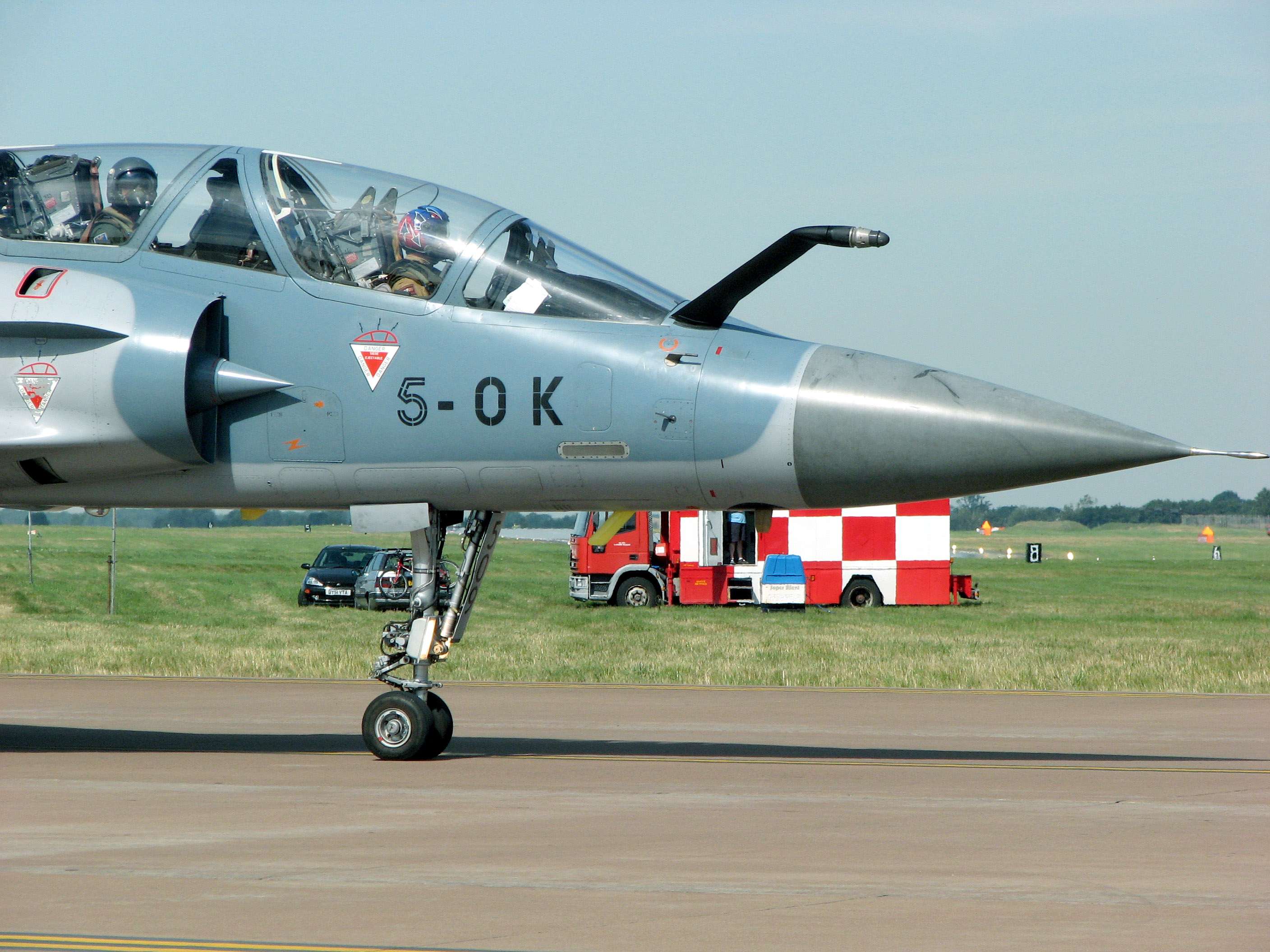
Mirage 2000B du 2/5 Ile-de-France

## Unités stationnées

### Unités navigantes
Jusqu'à l'été 2022 la base abritait l'Escadron de chasse 2/5 Île-de-France  sur Mirage 2000C/RDI et Mirage 2000B, il est alors fermé, ses avions sont retirés du service.
Une restructuration de la base commence alors pour pouvoir accueillir des Rafales à l'horizon 2024.
À partir du 18 juillet 2024, la base abrite de nouveau un escadron de chasse, l'Escadron de chasse 1/5 Vendée, équipé de Rafale, ainsi que la 5ème Escadre de chasse.
Un second escadron de Rafale devrait être créé d'ici 2028, probablement le 2/5 Île-de-France, mais pour l'instant nommé RAF6.
Stationnent toujours sur la base l'Escadron d'Hélicoptères 1/65 Alpilles sur Fennec et le Centre d'instruction des équipages d'hélicoptères 00.341 Maurienne.

### Autres unités

#### Le Centre de préparation opérationnelle du combattant de l'armée de l'air (CPOCAA)
Cette unité a été créée le 1er juillet 2015 par la fusion :
- du Centre de formation militaire élémentaire (CFME) issu de l'Ecole technique de l'armée de l'air de Saintes,
- de l'Escadron de formation des fusiliers commandos de l'air (EFCA) en provenance de la Base aérienne 102 de Dijon-Longvic.
Le CPOCAA organise :
- la formation spécifique des fusiliers commandos dans les domaines de l'armement, du tir, des techniques d'auto-défense, des mesures actives de sûreté aérienne, des transmissions et de la cynotechnie ;

- l'instruction militaire initiale des militaires techniciens de l'air (MTA) et des volontaires militaires du rang (VMDR) ;
- la formation militaire complémentaire (FMC) des militaires techniciens de l'air (MTA) ayant réussi la sélection de niveau 1 (SN1) ;
- la formation de l'ensemble du personnel de l'armée de l'air impliqué dans la mission de protection « Sentinelle » associée au plan gouvernemental « Vigipirate » destiné à lutter contre le terrorisme.

#### Le Commando parachutiste de l'air n°20 (CPA 20)
Dans le cadre de la restructuration des CPA, le CPA 20 est implanté depuis 2016 sur la base aérienne d'Orange, en provenance de la Base aérienne 102 de Dijon-Longvic dissoute le 30 juin 2016.
L'unité est spécialisée dans l’appui aérien, la récupération de personnel et la protection des forces en opérations.

#### Le Quartier Geille
Le CPOCAA et le CPA 20 occupent l'ancien Quartier Labouche libéré en 2014 par le 1er Régiment étranger de cavalerie. 
Le Quartier a été rebaptisé Frédéric Geille en souvenir de celui qui fut à l’origine du parachutisme militaire.
En septembre 2015, à l'occasion des quatre-vingt années du parachutisme militaire français, un musée consacré aux commandos de l'air a été inauguré.

## Historique

### Avant guerre
Juillet 1939 : inauguration de la base par Édouard Daladier, président du Conseil et Député d'Orange.

### Seconde Guerre mondiale
- 1942-1944 : la base est occupée par la Luftwaffe
- 1944 : des unités de la Royal Air Force stationnent sur la base
- 1er  avril 1945 : création de la 5e Escadre de chasse sur Bell P-39 Airacobra

### Guerre froide
- mars 1946 : l'annexe du Centre d'Essais en Vol de Marignane s'installe sur la base
- 1951 : la BA115 modernisée accueille les 1/5 Vendée et 2/5 Ile-de-France sur De Havilland Vampire
- 1er  janvier 1953 : formation de l'Escadron de chasse 3/5 Comtat Venaissin
- janvier 1954 : transformation sur SNCASE Mistral
- 1957 -1962 : remplacement des Mistral par des Mystère IIC puis des Mystère IVA et enfin de Dassault Super Mystère B2
- 31 octobre 1957 : dissolution du 3/5
- 1961-1965 : l'École de transition réacteur sur Fouga Magister est basée à Orange-Caritat
- 1962-1966 : l'Escadron de chasse tout temps 2/30 Normandie-Niemen opère à partir d'Orange
- 1965 : création de l'Escadron de bombardement 2/93 Cevennes (renommé plus tard Escadron de bombardement 3/91 Cevennes) sur Mirage IVA
- 1er  avril 1965 : création du Dépôt Atelier de Munitions Spéciales (D.A.M.S.)
- juillet 1966 : la 5e EC commence sa transition sur Mirage IIIC
- mars 1975 : les IIIC sont remplacés par des Mirage F1C
- 1er  juillet 1981 : réactivation de l'EC 3/5 Comtat Venaissin équipés de Mirage F1B
- 1983 : dissolution de l'EB 3/91 Cevennes
- 20 juillet 1988 : arrivée des Mirage 2000C/RDI à l'EC 1/5 Vendée
- 26 mai 1989 : la BA115 est baptisée "Capitaine de Seynes" (en l'honneur de Maurice de Seynes)

### L'après guerre froide
- 29 juin 1995 : dissolution de la 5e Escadre de chasse
- 30 mai 1997 : dissolution de l'EC 3/5 Comtat Venaissin
- 1er  janvier 1998 : fermeture du DAMS
- 1er  août 1998 : la station hertzienne 18/804 du Mont Ventoux est rattachée à la BA 115 en prévision de la fermeture de la BA 200 d'Apt
- 29 juin 2007 : cérémonie de dissolution de l'Escadron de chasse 1/5 Vendée
- août 2011 : encasernement du Centre d'instruction des équipages d'hélicoptères 00.341 Maurienne (CIEH), des hélicoptères de l'escadron de transport mixte 1.40, de l'escadron d'hélicoptères 5/67 Alpilles soit une vingtaine de Fennec[4]
- 26 juin 2015 : arrivée de l'Escadron de Formation des Commandos de l'Air
- 23 juin 2022 : mise en sommeil de l'EC 2/5 Île-de-France
- 2022-2024 : travaux de mise à niveau de la base pour le Rafale, qui comprennent : la réfection de la piste, des voies de roulement et des parkings, un nouveau hangar de maintenance, un nouveau bâtiment escadron, etc.
- 18 juillet 2024 : réactivation de l'EC 1/5 Vendée, et de la 5e Escadre de chasse

## Commandants
- Colonel Olivier Brault (24 août 2016 - 5 septembre 2018)
- Colonel Jordi Vergé (5 septembre 2018 - Eté 2020)
- Colonel Patrice Hugret (été 2020 - 6 juillet 2022)
- Colonel Guillaume Deschamps (Depuis le 6 juillet 2022)
- Colonel Hugues Fouquet (Depuis le 12 septembre 2024)